# Luiz Cláudio Ramos
Luiz Cláudio Ramos dos Santos (Rio de Janeiro, 25 de julho de 1949) é um instrumentista, compositor, arranjador, produtor e maestro. 
É irmão do cantor Carlos José.
Autodidata, Luiz Cláudio Ramos toca violão desde os 14 anos de idade. Foi guitarrista do conjunto A Brazuca, liderado pelo pianista Antonio Adolfo, atuando de 1969 a 1971.
Na década de 1970, continuou compondo e, por sugestão de Roberto Menescal, começou a fazer arranjos para alguns artistas como MPB-4, Fagner e Quarteto em Cy. Nessa época, também trabalhou como músico em gravações de Elis Regina, Erasmo Carlos, Odair José, Raul Seixas, Rita Lee, Carlos Lyra, Nara Leão e outros artistas.
Em 1973 deu início a sua parceria musical com Chico Buarque, participando da gravação da música Bárbara, da trilha sonora da peça Calabar: o Elogio da Traição, de Chico e Ruy Guerra. Luiz participou, mais tarde, dos discos Chico Buarque e Maria Bethânia Ao Vivo (1975), Meus Caros Amigos (1976) e Chico Buarque (1978).
Em 1975, gravou ao lado do músico Mick Jagger, a canção Scarlet, nos estúdios da Polygram, no Rio de Janeiro.
Gravou em 1980, seu primeiro disco: Luiz Cláudio Ramos, na série Música Popular Brasileira Contemporânea da gravadora Polygram.
Desde os anos 80, é músico fixo da banda de Chico Buarque. Em 1989, além de instrumentista, passou a ser seu arranjador e produtor musical de shows e gravações. Foi maestro da banda de Chico no álbum Caravanas, de 2017.
No cinema, foi o compositor da trilha sonora do filme O Sonho de Rose de Tetê Moraes, lançado em 2000. Além disso, fez a direção musical do documentário Vinicius, de Miguel Faria Júnior, rodado em 2005.
Tocou ao lado de artistas como Carlos José, Sergio Ricardo, Johnny Alf, Eliana Pittman, Wilson Simonal, Miúcha, Tom Jobim, Edu Lobo, Francis Hime, Dori Caymmi, Caetano Veloso, João Donato, Ed Motta, Lisa Ono, entre outros.

## Discografia
- Luiz Cláudio Ramos (Polygram, 1980)
- Dois Irmãos (com Franklin da Flauta) (Manaca Music, 2011)
- Musas da canção (com Carlos José) (independente, 2015)